# Löschwiege

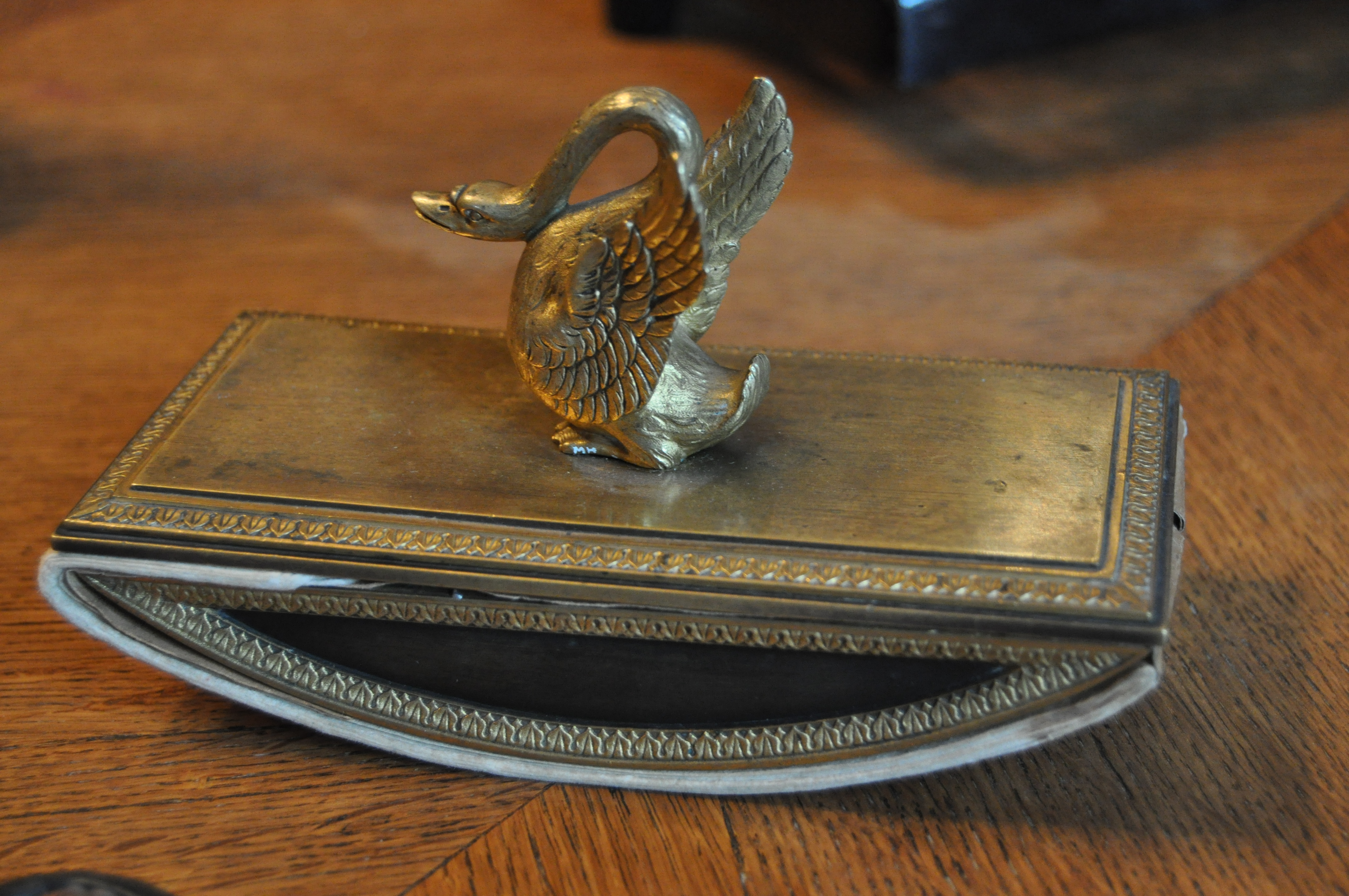
Löschwiege im Poznański-Palais in Łódź

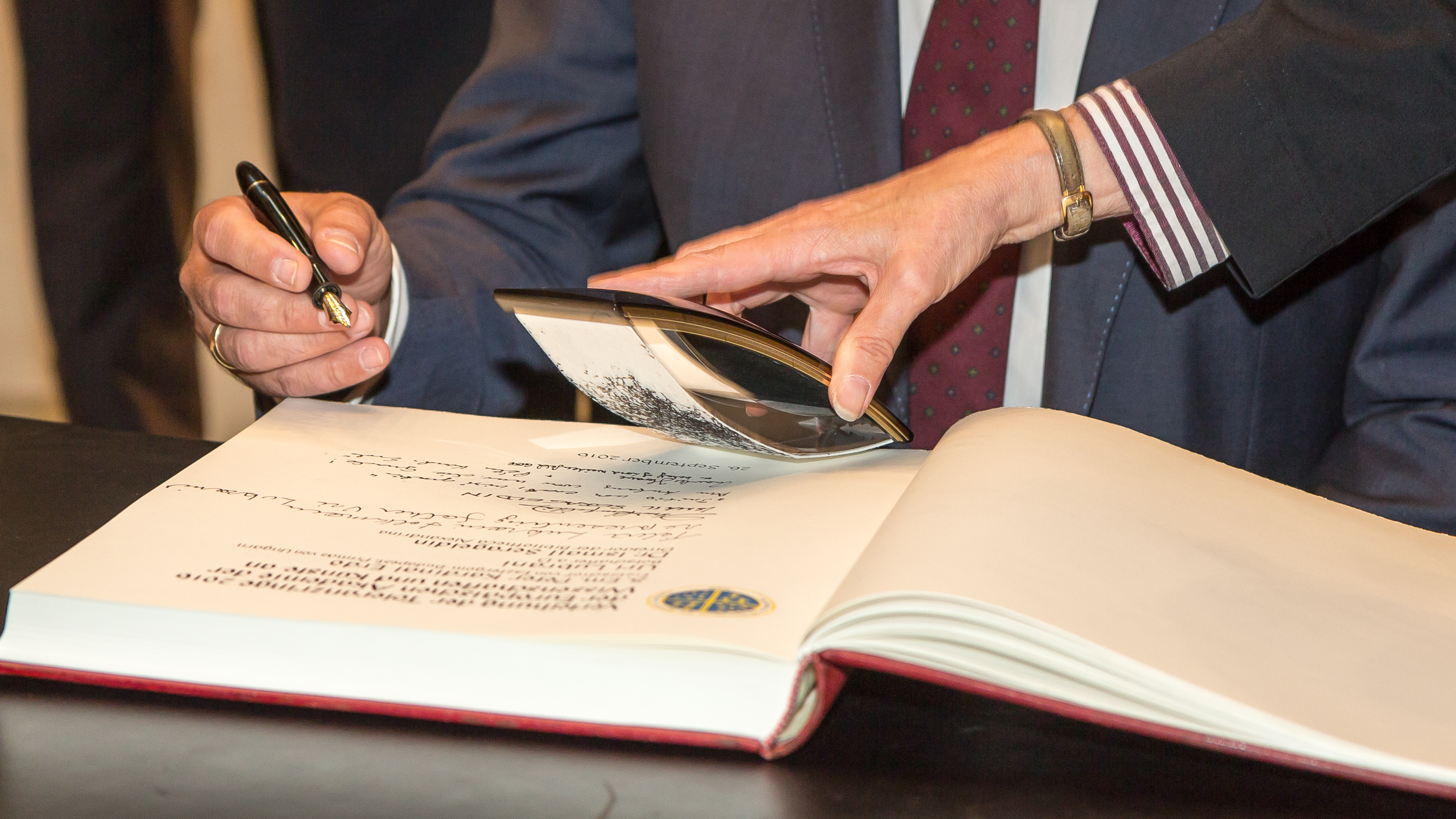
Löschwiege im Einsatz (Gästebuch der Stadt Köln, 2016)

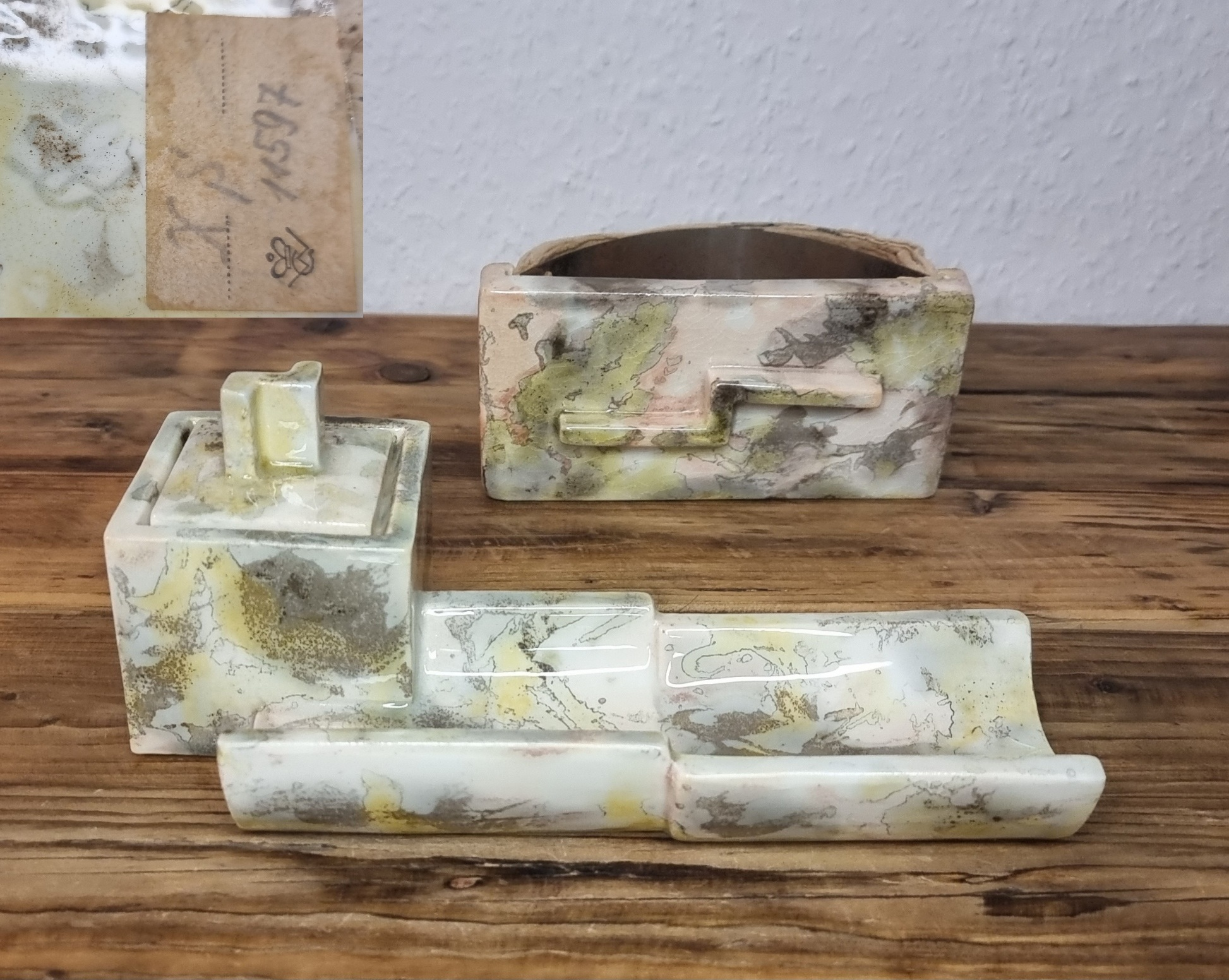
Tintenfass mit Löschwiege von Goebel aus den 20er Jahren mit einer originalen Papieretikette und mit Manufakturmarke (ab 1923). Dekor sog. "Marmorierung".

Eine Löschwiege (auch Löschwippe, Löscher oder Tintenlöscher genannt) ist ein Gerät, das die Handhabung von Löschpapier vereinfachen soll.
Sie besteht aus einem Oberteil mit Griff und einem halbrunden Unterteil, über das Löschpapier – meist auf Vorrat in mehreren Lagen – gespannt wird. Der Benutzer kann so feuchte Tintenschrift trocknen, ohne seine Finger in Kontakt mit dem Löschpapier bringen zu müssen. Zur Benutzung setzt man die seitliche Kante der Löschwiege neben der frischen Schrift an und rollt („wiegt“) sie dann über die gewölbte Fläche ab. Hierdurch wird vermieden, dass einfaches Löschpapier bei unvorsichtigem Auflegen die Schrift verwischt.
Früher gehörte die Löschwiege, oft aus edlen Materialien wie etwa Marmor gearbeitet, zur normalen Ausstattung eines Schreibtisches, aber auch heute noch werden Löschwiegen, meist nach wie vor als Bestandteil eines Schreibsets, verkauft. In repräsentativen Zusammenhängen ist sie nach wie vor häufig im Einsatz, wenn etwa offizielle Dokumente mit Tinte unterzeichnet werden und wegen des Dokumentencharakters auf saubere Schrift Wert gelegt werden soll.
Vorgänger der Löschwiege war eine Streusandbüchse.

## Bilder

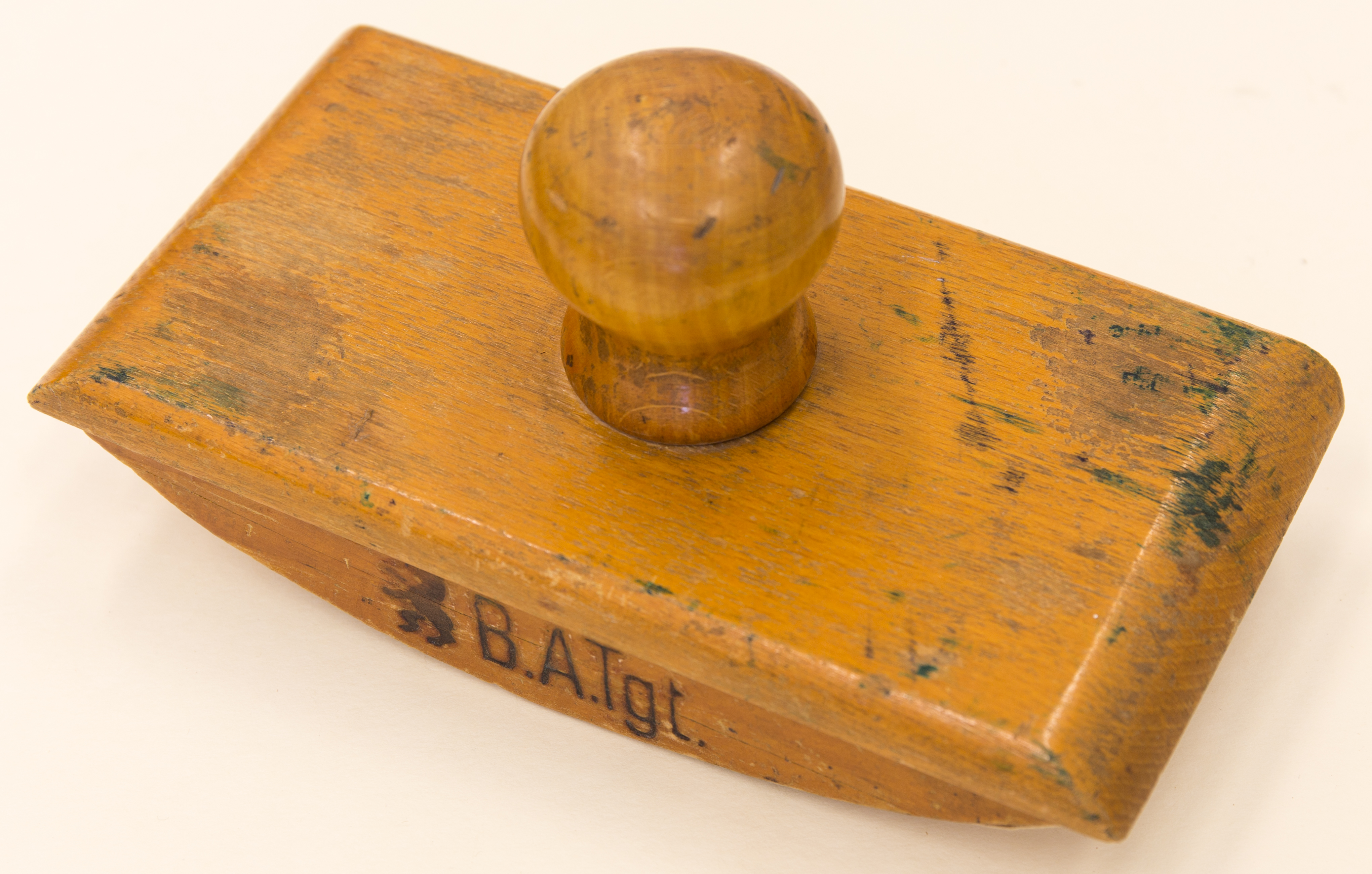
Löschwiege, war im Bezirksamt Tiergarten in Benutzung, heute im Bestand MEK
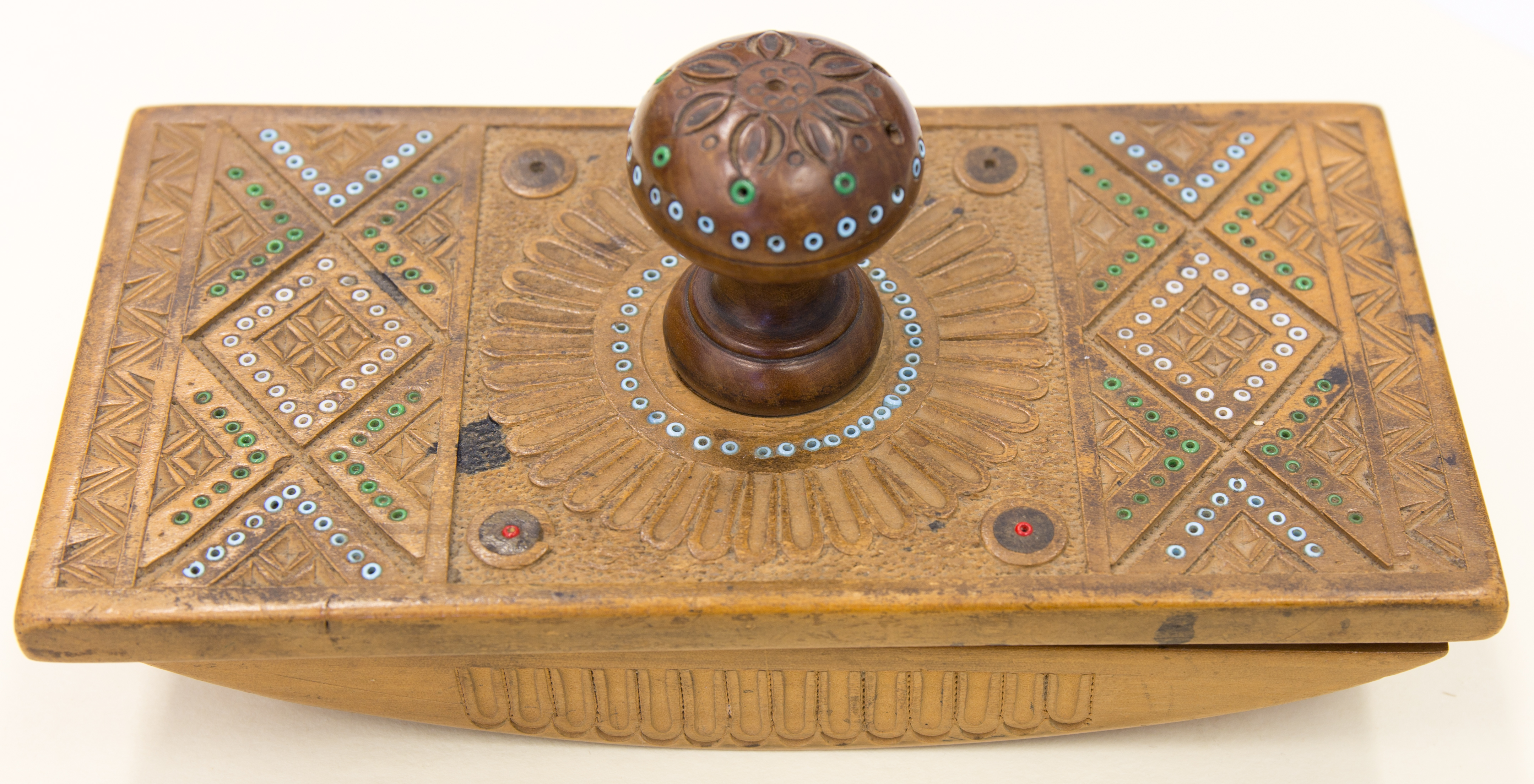
Löschwiege; Bestand des MEK
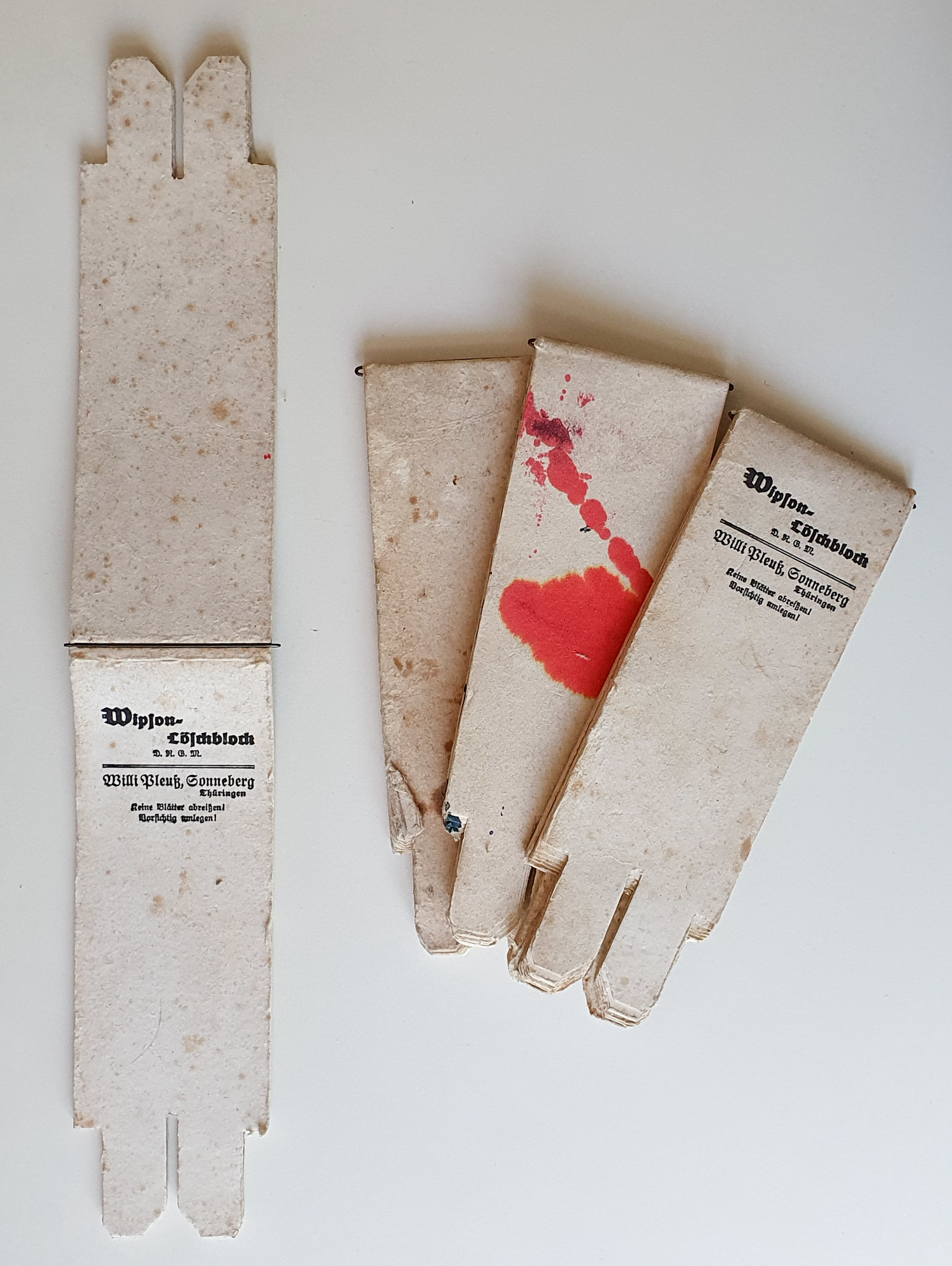
Löschpapier für Löschwiegen